# Plan XVII
Plan 17 was de naam van een aanvalsplan van de Fransen aangenomen door de Franse Generale Staf in 1913, dat in werking zou worden gesteld in het geval Frankrijk in oorlog zou komen met Duitsland. Het is bekend als de Franse tegenhanger van het Duitse Schlieffenplan.

## Achtergrond
Na de nederlaag van het Franse leger gedurende de Frans-Pruisische oorlog van 1870-1871, moest het Franse opperbevel wennen aan een nieuw machtsevenwicht in Europa. De opkomst van het Duitse Rijk aan de andere kant van de Rijn, gecombineerd met het verlies van de Elzas en Lotharingen brachten Frankrijk belangrijke strategische nadelen.
In 1898 nam de Franse Generale Staf Plan XIV aan. Rekening houdend met de numerieke minderheid waarmee de Fransen in die periode geconfronteerd werden, behelsde Plan XIV enkel een defensieve strategie langs de Frans-Duitse grens. De Fransen, maar met name het Franse militaire apparaat, maakte zich steeds grotere zorgen over het groeiende verschil in de bevolkingsaantallen van Frankrijk en Duitsland. Aan het einde van de 19e eeuw had Frankrijk een stagnerende bevolking van veertig miljoen inwoners. Het Duitse Rijk had toen al een bevolking van vijftig miljoen inwoners, een aantal dat ook nog eens sterk toenam.
Naast dit numerieke probleem maakte de Franse legerleiding zich ook zorgen over de reserves waarover ze zouden kunnen beschikken. De oorlog van 1870-1871 had aangetoond dat de Duitse militaire staf zeer goed in staat was om het Duitse spoorwegnet te gebruiken om haar legers te transporteren. Daarnaast werd het spoorwegnet efficiënt ingezet om snel te kunnen mobiliseren en reserves snel aan het front te krijgen. De Fransen begonnen de lessen van de Frans-Duitse oorlog met betrekking tot het adequaat gebruiken van de spoorwegen mondjesmaat toe te passen. Maar voor het zinvol inzetten van de reserves was nog geen goede oplossing. Zodoende behelsde Plan XIV geen plan voor de inzet van de reserves. In 1903 werd Plan XV aangenomen. Hoewel dit plan nog steeds defensief van opzet was, was er nu wel aandacht voor de inzet van de reserves, maar nog slechts in een ondergeschikte rol.

## Het Plan

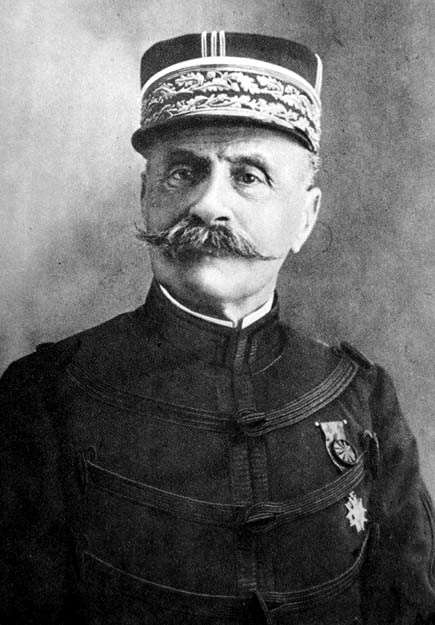
Generaal Ferdinand Foch, de bedenker van plan XVII

De door de Franse generale staf geplande theoretische uitvoering van plan XVII

De werkelijke fronten enkele weken na het uitbreken van de oorlog

Het uiteindelijke Plan XVII voor de militaire strategie van Frankrijk in het geval van een oorlog met Duitsland was helemaal afkomstig van Ferdinand Foch. Zijn offensieve plan was gebaseerd op brute kracht en een mythisch geloof in het Franse "élan" oftewel de vechtlust en moed van de Franse troepen. Generaal Joseph Joffre nam dit plan in 1911, toen hij opperbevelhebber werd, aan.
Na de Frans-Duitse Oorlog van 1870 waren de provincies Elzas-Lotharingen voor Frankrijk verloren gegaan en bij Duitsland gevoegd. Hierdoor was in Frankrijk een sterk gevoel van "revanchisme", hetgeen in de plannen terug te vinden was. Een van de hoofddoelstellingen van het plan was om deze twee gebieden te heroveren. Om dit te realiseren zouden vier Franse legers optrekken aan beide kanten van Metz en Thionville. Hierdoor was er nog maar één leger over om heel Noord-Frankrijk te verdedigen. De Fransen waren er echter van overtuigd dat Duitsland niet via België op zou trekken. De onafhankelijkheid van België werd namelijk door Groot-Brittannië gegarandeerd in het Verdrag van Londen. Dit zou Duitsland dus in oorlog met Groot-Brittannië brengen, en de Fransen waren ervan overtuigd dat de Duitsers dit risico nooit zouden durven lopen. Het Duitse plan, het Schlieffenplan, was er echter juist op gericht om toch een omtrekkende beweging door België te maken (waarbij een Britse oorlogsverklaring op de koop toe werd genomen) en zodoende snel Parijs in te sluiten.

## De praktijk
Toen de oorlog in 1914 uitbrak, was de uitvoer van Plan XVII een totaal fiasco. De Duitse verdediging van Elzas-Lotharingen was vele malen beter dan de Fransen verwacht hadden. Na een paar weken waren de Fransen terug op hun beginposities, terwijl de Duitsers zonder noemenswaardige tegenstand door heel België en Noord-Frankrijk hadden kunnen trekken en inmiddels Parijs bedreigden, ondanks de verbeten tegenstand van de Franse, Britse en Belgische troepen. De verwachting was dat de insluiting van Parijs, en daarna de overgave van de stad aan de Duitsers, slechts een kwestie van tijd was. Het geluk voor de Fransen was dat het Schlieffenplan van de Duitsers ook niet helemaal verliep zoals gepland. De Russen kwamen aan het oostfront veel sneller in actie dan de Duitse generale staf had verwacht en hadden  hun troepen op dat moment Oost-Pruisen laten binnentrekken en daar aanzienlijke terreinwinsten geboekt omdat voor een goede verdediging van de oostgrens te veel Duitse troepen naar het westen waren overgebracht. In paniek werden er in allerijl Duitse troepen van het westfront in Frankrijk naar Oost-Pruisen teruggebracht om de Russische opmars te stoppen. Ironisch genoeg bleken deze extra troepen voor het oostfront, achteraf gezien, helemaal niet nodig te zijn geweest om de Russen af te slaan: dit was uiteindelijk gebeurd door de al aanwezige Duitse grenslegers voordat de westelijke divisies op het slagveld gearriveerd waren. Maar het feit dat het Duitse opperbevel deze troepen uit de westelijke aanval terugtrok, om ingezet te kunnen worden aan het oostfront, zorgde er voor dat de Duitsers hun overwicht en stootkracht verloren en het de Fransen en Engelsen, weliswaar op het nippertje, lukte om het Duitse offensief tot staan te brengen. Deze stilstand gebruikten de Britten en Fransen om hun troepen effectiever te hergroeperen en dit resulteerde in de eerste Slag aan de Marne waarbij de Duitsers er niet meer in slaagden om hun opmars te hervatten. De Duitse opperbevelhebber Helmut von Moltke besloot zijn legers wat noordelijker terug te trekken tot achter de rivier de Aisne waar ze zich ingroeven. Daarna begon de loopgravenoorlog waarbij de westelijke fronten de volgende jaren nog maar nauwelijks verschoven.